# アファナシー・ベロボロドフ
アファナシー・パヴランティエヴィチ・ベロボロドフ（Афанасий Павлантьевич Белобородов、1903年1月18日 - 1990年9月1日）は、ソビエト連邦の軍人。上級大将。ソ連邦英雄（2度）。

## 経歴
イルクーツク州アニキノ村出身。1919年から赤軍。ニジェゴロド歩兵学校（1926年）、軍事政治課程（1929年）、M.V.フルンゼ名称軍事アカデミー（1936年）を卒業。
ロシア内戦時は、極東で戦う。1926年から狙撃小隊長。1929年から狙撃中隊政治委員。中ソ紛争時、戦死した中隊長に代わり部隊の指揮を取った。アカデミー卒業後、極東の第66狙撃師団参謀長補、作戦班長。1939年3月から狙撃軍団参謀部作戦課長、6月から参謀長。1941年1月～6月、極東戦線参謀部の戦闘訓練課長。
独ソ戦時、1941年7月から第78狙撃師団長となり、同年10月に西部戦線に到着した。モスクワの戦いでの戦功により、同年11月、師団は第9親衛師団に改編された。1942年、同師団は北ドネツの南西戦線で戦った。1942年10月から第5親衛狙撃軍団長となり、カリーニン戦線のヴェリーキエ・ルーキー作戦に参加。1943年8月から第2親衛狙撃軍団長となり、ドゥホフシチーナとヴィテブスク北方で作戦を行った。
1944年5月から第1沿バルト戦線の第43軍司令官となり、ヴィテブスク・オルシャ作戦においてドヴィナ川を渡河し、隣の第39軍と共にドイツ軍5個師団を包囲・撃滅した。この功績に対して、ソ連邦英雄の称号が授与された。1945年、第43軍は第3白ロシア戦線の指揮下に入り、インステルブルク、ケーニヒスベルク、ザムラント作戦に参加した。ケーニヒスベルク奪取に対して、2つ目のソ連邦英雄称号が授与された。
1945年6月から極東に移り、同年8月にソ連が対日参戦すると第1極東戦線第1軍を指揮し、関東軍の撃破に参加した。
1946年4月から狙撃兵戦闘訓練局長、同年12月から中央軍集団副総司令官。1947年～1953年、第39軍司令官。1953年～1954年、「狙撃」課程長。
1954年5月からチェコスロバキア共和国国防相主任軍事顧問。1955年10月からヴォロネジ軍管区司令官。1957年からソ連国防省人事総局長。1963年、上級大将。同年3月からモスクワ軍管区司令官。1968年から国防省監察総監。
第3期、第7期ソ連最高会議代議員。
ソ連邦英雄（2度）。レーニン勲章5個、十月革命勲章、赤旗勲章5個、1等及び2等スヴォーロフ勲章、2等クトゥーゾフ勲章、1等祖国戦争勲章、3等「ソ連軍における祖国への奉仕に対する」勲章を受章。